# Leinendera rubra
Leinendera rubra är en tvåvingeart som beskrevs av Carrera 1945. Leinendera rubra ingår i släktet Leinendera och familjen rovflugor. Inga underarter finns listade i Catalogue of Life.